# Pierre Boisson
Pour les articles homonymes, voir Boisson (homonymie).
Pierre François Boisson, né le 19 juin 1894 et mort le 20 juillet 1948, est un haut fonctionnaire français. Administrateur colonial, il a été gouverneur général de l'AEF et de l'AOF. Ayant soutenu le régime de Vichy de « façon militante » d’après Pierre Ramognino, il a été condamné après la Seconde Guerre mondiale.

## Biographie

### Début de carrière
Fils d'un instituteur, ancien combattant et mutilé de la Première Guerre mondiale, où il perdit une jambe et devint sourd, Pierre Boisson intègre en février 1917 l'École coloniale. Il en sort major de sa promotion.
Chef de cabinet d'Albert Sarraut au ministère des colonies en 1933, ce dernier le fait nommer gouverneur et lui ouvre l'accès aux plus hautes fonctions de l'Empire colonial.
Il est nommé, par Georges Mandel, gouverneur général de l'Afrique-Occidentale française (AOF) du 29 octobre 1938 au 10 août 1939. Il occupe ensuite la même fonction en Afrique-Équatoriale française (AEF) du 3 septembre 1939 au 28 août 1940.

### Son action en AOF sous Vichy
Il est nommé haut-commissaire de l’AOF le 25 juin 1940. L'AEF passe ensuite à la France libre.
S'étant déclaré fidèle au maréchal Pétain, il  est nommé Haut-Commissaire de l'Afrique française, avec  autorité sur l'AOF, l'AEF et les territoires sous mandat du Cameroun et du Togo le 25 juin 1940. Il occupe ces fonctions jusqu'au 13 juillet 1943. Il s'oppose, lors de la bataille de Dakar les 23-25 septembre 1940, à la tentative de débarquement des forces alliées conduites par le général de Gaulle. En récompense, il est cité à l’ordre de la nation le 2 octobre et reçoit la croix de guerre avec palme. Pour mettre en œuvre les principes de la « révolution nationale », il crée en février 1941 la Légion française des combattants d’Afrique Noire (LFC ou Légion d’Afrique noire) dont il est président jusqu’à septembre 1942 ; particulièrement active, la Légion d’AOF est citée en exemple. Étant primitivement une fusion forcée de toutes les associations d’anciens combattants, elle est rapidement ouverte à tous les « Aoffiens ».
Il crée également un groupement Pétain, présent dans toutes les colonies de l’AOF pour y distribuer de la propagande. Il crée également une commission de contrôle postal, qui filtre les lettres à destinations de l’AEF dissidente, et surveille les opinions exprimées ; dans un premier temps, c’est même la totalité du courrier arrivant dans les colonies qui est lu, avant de se contenter de quelques milliers de lettres par mois, le contrôle systématique retardant trop le courrier. Dans la lutte contre les opposants (gaullistes, socialistes, résistants), des listes d’individus dangereux et suspects sont constituées, ainsi que d’étrangers, et leur arrestation massive et leur détention en camps prévue en cas de danger. En 1941, est aussi créée un service MA (pour menées antinationales), qui surveille la propagande étrangère, les activités des services de renseignement étrangers et les opposants, et propose les mesures de répression. Cette police politique existe dans chaque colonie. L’administration est également épurée de 287 fonctionnaires, juifs, gaullistes ou opposants de gauche, appartenant à des sociétés secrètes comme les franc-maçons. La répression antigaulliste est un indice de l’influence de la France libre : 58 fonctionnaires révoqués, et plus de 500 civils sont poursuivis en 1941 pour gaullisme. Ils se recrutent essentiellement dans l’armée, la fonction publique syndicalisée, mais aussi parmi les Africains (qui sont sévèrement sanctionnés, les seules peines de mort exécutées en 1942 concernant des dissidents africains).
Par un décret d’avril 1939, les tirailleurs sénégalais passaient de la juridiction des indigènes au statut civil français dans le droit civil, pénal et commercial. Il le révoque en 1941. Il tente de mettre en défense l’AOF, mais dispose de peu de moyens matériels et la levée de conscrits s’avère difficile. Les réserves d’armes disponibles sont insignifiantes. Le moral des unités disponibles est bas. La conclusion que « ce n’est sans doute pas en AOF que l’on forge l’outil de la revanche... ».
Il utilise la LFC pour diffuser de la propagande vichyste et antigaulliste. La création du Service d’ordre légionnaire (SOL) lui fournit un outil pour surveiller la population et lutter contre la dissidence ; le SOL continue de se développer jusqu’à au moins la fin de 1942, soit après le ralliement aux Alliés. Après avril 1942, Boisson refuse que la Légion se charge d'« apurer » l'AOF des Juifs, communistes, etc.[réf. nécessaire] Il est alors dépossédé d'une partie de ses pouvoirs au profit du SOL qui se radicalise. Il a cependant appliqué avec zèle la politique antijuive de Vichy, à l’exception de la propagande du type du film Le Juif Süss.
Après le débarquement anglo-américain en Afrique du Nord, il met en défense l’AOF contre une possible invasion anglo-américaine, suspend ses relations avec le consul américain à Dakar et le met sous surveillance. Boisson rallie l’AOF aux Alliés d’après l’exemple de Jean Bergeret. Il accepte ainsi l'utilisation immédiate de l'aérodrome de Dakar. Apprécié de Roosevelt[source insuffisante], il reste à la tête de la colonie, tout en essayant d'augmenter la production agricole destinée à ravitailler les troupes alliées. En mars 1943, la législation républicaine est rétablie, et Boisson est contraint de quitter son poste après la création du Comité français de libération nationale (CFLN) le 19 juin 1943. Il est destitué le 7 juillet.

### Fin de la guerre
En novembre 1943, il est inculpé par le tribunal militaire d'Alger, révoqué sans pension et renvoyé chez lui[Où ?]. Pour sa défense, il affirme avoir protégé l'empire des convoitises étrangères, aussi bien allemandes que britanniques. Au lendemain de la guerre, il est inculpé du crime d’indignité nationale, puis condamné par la Haute cour de justice en juillet 1948. Il meurt peu après.

### Décorations
Il a été décoré de l'ordre de la Francisque. Il a été commandeur de la Légion d'honneur et exclu par décret du 10 mai 1946.
- Ordre de la Francisque

### Autres
- Archives nationales de l'Outre-Mer, « La bataille de Dakar -- 23-25 septembre 1940 : le face-à-face De Gaulle--Boisson »
- Patrick Girard, De Gaulle, le mystère de Dakar, Calmann-Lévy, 2010 (ISBN 978-2-7021-4074-1)